# Чиббини, Катарина
Катарина Чиббини (итал. Katharina Cibbini, урождённая Кожелуг, чеш. Koželuh; 20 февраля 1785 года, Вена, — 12 августа 1858 года, Рейхштадт, Богемия) — австрийская пианистка и композитор. Дочь и ученица своего отца Леопольда Кожелуха, затем училась у Муцио Клементи.

## Биография
В 1805 году впервые приняла участие в публичном концерте. Ряд её сочинений был напечатан в Вене и в Праге. В 1809 году вышла замуж за юриста Антона Чиббини, близкого к императорскому двору, и вскоре вслед за этим была назначена камеристкой императрицы Каролины Августы, жены Франца II, после чего прекратила концертную деятельность (продолжая, однако, сочинять и публиковать лёгкую танцевальную музыку для дворцового исполнения); с 1831 года первая фрейлина принцессы Марии Анны.
Пользовалась значительным влиянием при дворе: Роберт Шуман, сообщая родственникам о своём обращении к Чиббини за помощью (Шуман фактически бежал в Вену со своей ученицей и возлюбленной Кларой, на брак с которой не давал разрешения её отец Фридрих Вик), называет её «всемогущей» (считается, что Чиббини была с молодой парой очень любезна, но ничего не сделала). С Чиббини встречался Фридерик Шопен, Игнац Мошелес посвятил ей Сонату для фортепиано в четыре руки. По мнению Альфреда Калишера, Чиббини (в отличие от её отца) ценил Бетховен; известна относящаяся в 1822 году беседа Бетховена с Чиббини, в ходе которой Чиббини заметила, что Бетховен, пожалуй, единственный композитор, не написавший ни единого слабого или тривиального сочинения, а Бетховен ответил: «Чёрт меня побери! Какое множество моих работ я бы теперь уничтожил, если б мог!»
Во время революционных волнений в Австрии в 1848 году Чиббини, как считается, входила в круг влиятельных участников придворной партии и фигурирует в революционных памфлетах как Ксантиппа Чибирини (итал. Xantippe Cibirinni).